# Lý Hoằng
Lý Hoằng (chữ Hán: 李弘; 652 - 25 tháng 5, năm 675), còn gọi là Đường Nghĩa Tông (唐義宗), hay Hiếu Kính Hoàng đế (孝敬皇帝), là Hoàng thái tử thứ 2 dưới triều Đường Cao Tông trong lịch sử Trung Quốc. Ông là con trai thứ năm của Đường Cao Tông Lý Trị, và là con trai trưởng do Hoàng hậu Võ Tắc Thiên sinh ra.
Ông nổi tiếng là một trong những Hoàng thái tử nhân hiếu, thành thật và tài năng của Đường Cao Tông và Võ Tắc Thiên. Sau khi qua đời, ông được cha Cao Tông truy tặng thụy hiệu như một Hoàng đế, một sự việc chưa từng xảy ra trong lịch sử. Từ đó, Lý Hoằng trở thành một trong 4 vị Hoàng tử duy nhất của nhà Đường được truy tặng Hoàng đế trên danh nghĩa, tuy nhiên chỉ có Lý Hoằng là được truy tặng miếu hiệu, 3 người còn lại là Đường Nhượng Đế Lý Hiến, Đường Phụng Thiên Đế Lý Tông và Đường Thừa Thiên Đế Lý Đàm.

## Tiểu sử
Đường Cao Tông khi còn là Thái tử, đã rất say mê Tài nhân Võ Mị, phi tần của Đường Thái Tông. Khi Đường Thái Tông qua đời, Võ Mị phải đến chùa Cảm Nghiệp, trở thành ni cô, nhưng cả hai vẫn tình cờ gặp lại nhau. Năm Vĩnh Huy thứ 2 (651), Đường Cao Tông đem ni sư Võ thị từ chùa Cảm Nghiệp trở lại hậu cung, phong làm Chiêu nghi, vào lúc này Võ thị đang mang thai. Năm sau (652), Lý Hoằng được sinh ra.
Khi đó, địa vị của mẹ ông là Chiêu nghi, xếp dưới Vương hoàng hậu và Tiêu Thục phi. Trên ông còn có bốn người anh: Thái tử Lý Trung (李忠), Hứa vương Lý Hiếu (李孝), Kỉ vương Lý Thượng Kim (李上金) và Ung vương Lý Tố Tiết (李素節).
Năm Vĩnh Huy thứ 6 (655), ngày 13 tháng 10, Đường Cao Tông phế truất Vương hoàng hậu và Tiêu Thục phi, Võ Chiêu nghi được phong làm Hoàng hậu. Cùng năm đó, Lý Hoằng được sắc phong làm Đại vương (代王). Lúc này, Lý Hoằng chân chính trở thành Nguyên tử (元子), tức là Đích trưởng tử, một danh từ thời phong kiến gọi đến con trai lớn nhất do Hoàng hậu sinh ra.
Năm Hiện Khánh nguyên niên (656), tay chân của Võ hậu là Hứa Kính Tông dâng sớ nói con trai trưởng của Hoàng hậu có thể chính vị Đông cung, vì thế Đường Cao Tông ép Lý Trung phải nhường ngôi Thái tử cho Lý Hoằng, Phế Thái tử Lý Trung bị giáng làm Lương vương (梁王). Năm đó, Lý Hoằng chỉ mới 4 tuổi.

## Thái tử nhân hiếu
Khi trở thành Thái tử, Lý Hoằng còn chưa đến tuổi thực sự có thể đọc sách. Khi Lý Hoằng bắt đầu đi học, ông tỏ ra là người chăm chỉ và lễ độ.
Có lần thị giảng Quách Du (郭瑜) dạy ông về Tả truyện, đến đoạn Sở Mục vương giết cha là Sở Thành vương để soán ngôi, Lý Hoằng cảm thấy bất bình, than rằng:"Loại sự tình này làm thần tử nghe đến thật không đành lòng, thánh hiền kinh điển hẳn là chỉ ghi lại chuyện tốt để đời sau nghe theo, vì cái gì phải nhớ tới cái này?" và than khóc rất nhiều. Quách Du nói: "Khổng Tử viết 《Xuân thu》, thiện ác sự việc đều ghi lại, là vì biểu dương thiện hạnh, lấy đó mà khuyên can đại chúng, ác hành lấy báo cho đời sau. Viết đến chuyện ác của Mị Thương Thần (tức Sở Mục vương), đúng là đem này tội ác để tiếng xấu muôn đời". Thái tử lại nói:"Loại chuyện này, không chỉ có giảng không ra khỏi miệng, nghe nói cũng không đành lòng, xin cho ta học sách khác". Quách Du nghe vậy khen ngợi Thái tử nhân đức, ngay sau đó dạy 《Lễ Ký》.
Thái tử Lý Hoằng nhân hiếu như vậy, rất được Đường Cao Tông ngợi khen:"Thập phần nhân hiếu, tiếp đãi đại thần phù hợp lễ tiết, cũng không có khuyết điểm".
Lý Hoằng thập phần coi trọng nghiên cứu học vấn. Năm Long Sóc nguyên niên (661), Lý Hoằng mệnh đám người Hứa Kính Tông, Hứa Ngữ Sư, Thượng Quan Nghi, Dương Tư Kiệm thu thập cổ kim văn tập, lựa chọn và ghi lại 500 thiên, biên tổng thể 《Dao sơn ngọc thải - 瑶山玉彩》, được đến Cao Tông ban thưởng lụa gấm 30.000 đoạn. Năm Tổng Chương nguyên niên (668), Lý Hoằng xin truy tặng Nhan Hồi làm Thái tử thiếu sư (太子少师), Tằng Tham làm Thái tử thiếu bảo (太子少保).
Năm Tổng Chương thứ 2 (669), lực lượng Đường dưới sự chỉ huy của Lý Tích đã tiêu diệt được Vương quốc Cao Câu Ly. Khi đó, trong quân có lệnh rằng bất kỳ quân sĩ nào đào ngũ thì sẽ bị chém đầu, cả nhà người đó bị bắt làm nô bộc. Lý Hoằng cho rằng lệnh ấy quá khắc nghiệt, vì có những quân sĩ chưa hẳn đào ngũ mà có thể do họ bị bệnh, hay bị địch bắt hay chết trong trận không thấy xác, dâng sớ xin bỏ lệnh, tấu rằng:"Thần nghe nói, quân đội trưng binh, phàm là không có báo danh đúng lúc thì cả nhà đều sẽ bị liên lụy, thậm chí chưa bị định tội đã bị cầm tù, nhân số đông đảo. Nhưng giữa những người đó, có người vì bệnh tật mới quá hạn không đến, hoặc là đi đường gặp sơn tặc, qua sông gặp nạn, sợ hãi đào vong, thân chịu trọng thương... rất nhiều loại tình hình, quân pháp lại luận tội đến cả thân thuộc của họ. (Thần cho rằng) quân pháp nên chiếu cố tình hình thực tế, nếu không phải chết trận đã bị định tội hoặc là ghi chú đào vong, cũng liên lụy bọn họ người nhà, thật sự (có oan) đáng giá đồng tình. Thần hy vọng có thể chỉnh sửa pháp luật, về sau trong nhà có binh lính đào vong, cũng không cần chịu tội liên đới", Cao Tông bằng lòng.
Năm Hàm Hanh thứ 2 (671), Võ hậu cùng Cao Tông về đông đô Lạc Dương, Thái tử Lý Hoằng được giao nhiệm vụ ở lại Trường An giám quốc. Nhưng do sức khỏe của ông không đảm bảo nên quyền lực thuộc về các tể tướng Trương Văn Quán (張文瓘), Tiêu Đức Chiêu (蕭德昭) và Đái Chí Đức (戴至德). Khi được tin Quan Trung gặp nạn đói lớn, dân binh phải ăn cả cám và vỏ cây, Lý Hoằng bèn mở kho thóc phân phát đến Đồng châu để cứu tế.
Hai người con gái của Tiêu thục phi là Nghĩa Dương công chúa (義陽公主) và Cao An công chúa (高安公主) bị Võ hậu câu thúc trong cung, đến gần 30 vẫn chưa được lấy chồng. Cảm thương cho tình cảnh của hai người chị, Lý Hoằng xin với Cao Tông cho thả hai Công chúa ra và gả chồng cho họ, liền đem hai Công chúa gả cho Dực quân Quyền Nhị (權毅) và Toánh châu Thứ sử Vương Úc (王勖).
Năm Hàm Hanh thứ 4 (673), tháng 2, Thái tử Lý Hoằng lấy con gái của Bùi Cư Đạo (裴居道) làm Thái tử phi.

## Qua đời
Năm Thượng Nguyên thứ 2 (675), Lý Hoằng được cùng Đường Cao Tông và Võ hậu đến du ngoạn tại Hợp Bích cung (合璧宮). Khi đang ở Khỉ Xuân điện (绮云殿), Hoàng thái tử Lý Hoằng đột ngột qua đời, hưởng thọ 25 tuổi.
Trong thời gian đó, Võ hậu bị nghi là ra tay giết chết Lý Hoằng, ngay cả Tư trị thông giám cũng ghi xác nhận điều này. Về cái chết của Lý Hoằng, theo Vương Sưởng (王昶) thời Thanh Cao Tông, cùng các học giả đương thời lý giải ông chết là do đột ngột bị bệnh, họ cho rằng ngay từ nhỏ Thái tử Lý Hoằng đã nhiều bệnh, nay nghe đến việc Đường Cao Tông có ý định thiện nhượng, trở nên căng thẳng quá độ.
Đường Cao Tông được tin vô cùng thương xót, truy tặng Thái tử là Hiếu Kính hoàng đế (孝敬皇帝). Đây là lần đầu tiên, một vị cha là Hoàng đế lại truy tặng con trai mình làm Hoàng đế, điều này có thể thấy sự tiếc thương tột bậc của Cao Tông đối với con trai. Cao Tông lấy Thiên tử lễ nghi hậu táng với Cung lăng (恭陵), vùng ngoại thành Lạc Dương.
Thời Đường Trung Tông, ông được tặng miếu hiệu là Nghĩa Tông (義宗), lấy Sở vương Lý Long Cơ làm con thừa kế. Thời Đường Huyền Tông, những năm Khai Nguyên, Huyền Tông bãi miếu hiệu Nghĩa Tông.

## Thê tử
Ai hoàng hậu Bùi thị (哀皇后裴氏), con gái của Hữu Vệ tướng quân Bùi Cư Đạo (裴居道).
Năm Hàm Hanh thứ 4 (673), giá cấp Thái tử Hoằng, vị Thái tử phi (太子妃). Sau khi Thái tử Hoằng qua đời, không rõ bà mất năm nào. Được tặng thụy hiệu Hoàng hậu, táng cùng Lý Hoằng tại Cung lăng (恭陵).